# شهرستان گیاگینسکی
شهرستان گیاگینسکی (به لاتین: Giaginsky District) یک شهرستان در روسیه است که در آدیغیه واقع شده‌است.